# 이누야마역
이누야마역(일본어: 犬山駅, いぬやまえき)은 일본 아이치현 이누야마시에 있는 나고야 철도의 역이다. 역 번호는 IY15이다.

## 이용 가능 철도 노선
- 나고야 철도
  - 이누야마선
  - 고마키선
  - 히로미선

## 역사
- 1912년 8월 6일: 이누야마선의 개통과 동시에 영업 개시.
- 1923년 5월 1일: 급행 열차가 설정됨.
- 1926년: 선로가 이누야마바시 역(현, 이노야마코엔 역)까지 연장됨.
- 1927년 4월: 역이 현재 위치로 이전함.
- 1931년 4월 29일: 오조네 선(현, 고마키선)이 접속함.
- 1946년 3월 1일: 히로미선의 기점이 당역으로 변경됨.
- 1966년 2월 10일: 화물 영업 폐지[1].
- 1972년 9월 27일: 급행 "기타 알프스"가 정차하게 됨.
- 1984년 2월: 역 개량 공사에 착수[1].
- 1985년
  - 2월 24일: 동서연결통로와 현재의 역사의 공용 개시. 역을 2면 4선의 구조에서 3면 6선으로 확대시킴.
  - 4월 7일: 동쪽 출입구를 개설하고 버스와 택시 승강장 등이 정비됨.
- 1987년 5월: 자동 개찰기 설치.
- 1992년 2월 4일: 서쪽 출입구에 역 빌딩이 완성됨.
- 1993년 8월: 배선이 변경되고 0번 선 신설.
- 2003년 3월 27일: 선불 카드 "트랜 패스"를 고마키선만 공용을 개시한다(후에, 이누야마선과 히로미선에도 확대됨).
- 2010년 12월 20일: 배리어 프리에 대응하여 북쪽 개찰구를 개설함.
- 2011년 2월 11일: IC카드 승차권 "manaca" 공용 개시.
- 2012년 2월 29일: 트랜 패스 공용 종료.

## 역 구조
섬식 승강장 3면 6선의 지상역에서 교상역사를 가지고 있다. 가미이이다 연결선 개통에 대비하여 1번 선의 남쪽에 0번 선을 신설하고, 4면 7선으로 할 계획도 있었지만, 배선 변경으로 0번 선에 해당하는 유치선이 정비되면서 말단부, 승강장의 증설 등은 실시되지 않았다. 현재 이 유치선은 지하철 쓰루마이 선 직통용 차량 유치에 사용되고 있다.
개찰구는 남문과 북문의 2곳에 있어 개찰 외의 동서연결통로 옆에 마주보고 위치한다. 동시에 자동 매표기나 자동 개찰기, 자동 정산기를 갖추고 있다.
매점은 개찰구 서쪽 바로 옆에 있으며 역 서비스 센터가 자동 매표기의 동쪽에 있다.
열차의 발착 번호는 방향마다 정해진 것이 아니고, 같은 방면에 같은 종류의 열차라도 발차 승강장의 시간마다 다르다. 또, 다른 방향으로 향하는 경우에는 하차 승강장에서 환승할 수 없는 것도 있다.

### 승강장
| 번호    | 노선                               | 방향 | 행선 | 비고 |
| ------- | ---------------------------------- | ---- | --- | --- |
| 1       | ■ 이누야마선 (가카미가하라선 직통) | 하행 | 메이테쓰나고야 방면에서 신우누마・미카키노・메이테쓰기후 방면                                                              | |
| 1       | ■ 이누야마선                       | 상행 | 고난・이와쿠라 방면의 반환점 출발                                                                                          | 주로 지하철 쓰루마이 선 직통 열차                                                                              |
| 2       | ■ 이누야마선                       | 상행 | 신우누마 방면에서 고난・이와쿠라・메이테쓰나고야 방면                                                                      | 주로 뮤 스카이・특급・급행                                                                                     |
| 3       | ■ 고마키선                         | -    | 고마키・헤이안도리 방면의 반환점 출발                                                                                      | |
| 4・5    | ■ 이누야마선 (가카미가하라선 직통) | 하행 | 신우누마・미카키노・메이테쓰기후 방면의 반환점 출발                                                                        | |
| 4・5・6 | ■ 이누야마선                       | 상행 | 신카니・메이테쓰기후(6번 승강장 제외)와 메이테쓰나고야 방면과의 직통・메이테쓰나고야 방면의 보통 준급행 열차의 반환점 출발 | 준급은 분리되고 연결 시에는 6번 선 사용. 6번 선 안쪽에는 연결용과 신카니 행의 대기 차량(4량 편성) 선로가 있다. |
| 4・5・6 | ■ 히로미선                         | -    | 신카니 방면의 반환점 출발                                                                                                  | |

※ 상기 표에는 대략적인 기준으로, 시간대에 따라서는 그렇지 아니하다.

## 역 주변
역의 동서 왕래는 보행자와 자전거에 대해서는 역 구내(개찰구 외의 동서연결통로)를 이용할 수 있다. 또한, 자동차가 이용 가능한 인근의 도로, 역 북쪽의 건널목이나 역 남쪽의 육교(현도 이치노미야이누야마선) 등이 있다.
역 서쪽은 상점가가 형성되어 있고 이누야마 시 관공서와 이누야마 시 도서관 등도 있다. 이누야마 성은 서쪽 출입구에서 도보 10분 거리에 위치하고 있다.
역 동쪽은 구획 정리되고 캐스터 이누야마가 역전 로터리에 인접하는 위치하고 있다.
택시 승강장은 서, 동쪽으로 로터리 내에 설치되어 있다.

### 히가시구치
- 장치 시계(로터리 중앙 설치)
- 아이치 현 경찰 이누야마 경찰서
- 이누야마 공공 직업 안정소(헬로우 워크 이누야마)
- 요시즈야 이누야마점
- 이누야마 우체국

### 니시구치
- 이누야마 성(도보 10분 정도)
- 이누야마 시청
- 이누야마 시 도서관
- 이누야마 야쿠시 우체국

## 사진

역 배선도

## 인접역
| 나고야 철도 ■ 이누야마선                         | 나고야 철도 ■ 이누야마선 | 나고야 철도 ■ 이누야마선              |
| ------------------------------------------------ | ------------------------ | ------------------------------------- |
| IY10 고난 일부 가시와모리 중부국제공항 방면      | □ 뮤 스카이              | 이누야마유엔 IY16 신우누마 방면       |
| IY11 가시와모리 도요하시・진구마에 분기          | □ 쾌속특급 ■ 특급        | 이누야마유엔 IY16 신우누마 방면       |
| IY12 후소 고와・우쓰미 방면・메이테쓰나고야 분기 | □ 쾌속급행 ■ 급행        | 이누야마유엔 IY16 메이테쓰기후 방면   |
| IY14 이누야마구치 중부국제공항・진구마에 분기    | ■ 준급 ■ 보통            | 이누야마유엔 IY16 메이테쓰기후 방면   |
| 나고야 철도 ■ 고마키선                           |                          |                                       |
| KM01 하구로 가미이다 방면                        |                          | 시·종착역                             |
| 나고야 철도 ■ 히로미선                           |                          |                                       |
| (- 메이테쓰나고야 역 방면)                       | □ 뮤 스카이 ■ 특급       | 니시카니 HM03 신카니・미타케 방면     |
| (- 메이테쓰나고야・메이테쓰기후 역 방면)         | ■ 보통                   | 도미오카마에 HM01 신카니・미타케 방면 |